# Apolda

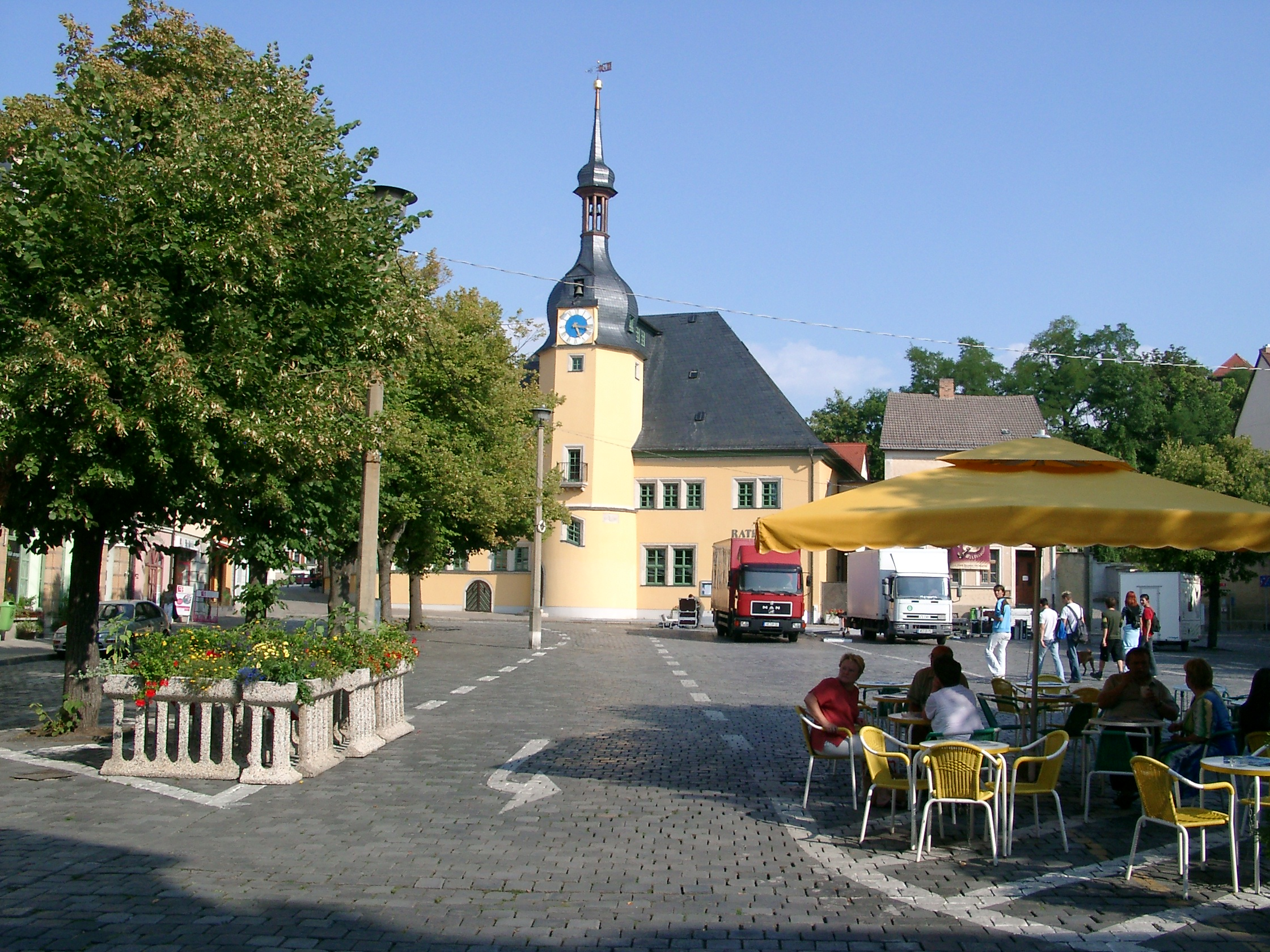
Apolda
(piaţa centrală şi primăria)

Apolda este un oraș din landul Turingia, Germania.